# Keuper

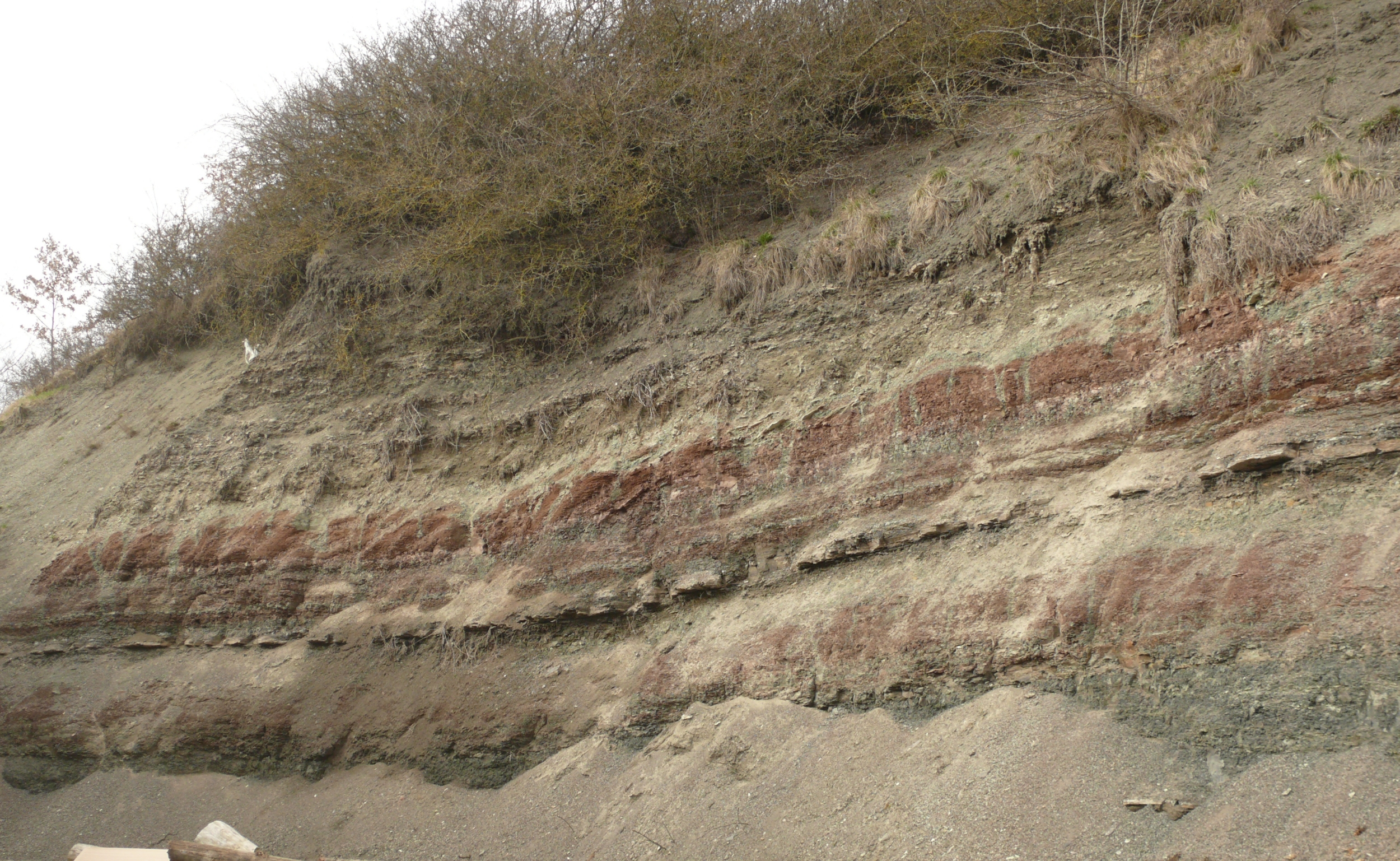
Facies Keuper en Frankenhardt (Alemania).

Las facies Keuper son unos sedimentos de origen continental depositados entre el Ladiniense y el Rhaetiense, situados por encima de las facies Muschelkalk, formados por arcillas, evaporitas y algún nivel de arenisca. Estas facies afloran en gran parte de Europa. El término procede de un dialecto franconio y significa «lutita quebradiza». 
Constituyen una unidad litostratigráfica.
En la cuenca germánica se distinguen tres tipos de facies dentro del keuper:
- Vindelician Keuper: formado por arenas de los márgenes de la cuenca.
- Nordic Keuper: con aportes de arenas procedentes de Fenoscandia.
- Central Basin Keuper: sedimentos del centro de la cuenca consistentes en arcillas, carbonatos y evaporitas.